# Nazionale maschile di calcio dell'Armenia
La nazionale di calcio dell'Armenia (in armeno Հայաստանի ֆուտբոլի ազգային հավաքական?) è la rappresentativa calcistica dell'Armenia ed è posta sotto l'egida della federazione calcistica armena.
Nata nel 1992, dopo la dissoluzione dell'Unione Sovietica in 15 repubbliche e la successiva divisione della Comunità degli Stati Indipendenti, ha collezionato oltre cento partite, senza risultati di rilievo eccezion fatta per qualche vittoria su squadre di secondaria importanza (anche se spiccano vittorie sulla Polonia, sul Paraguay, sul Belgio, sulla Danimarca, sulla Rep. Ceca e sulla Grecia). Non si è mai qualificata alla fase finale di un campionato mondiale o di un campionato europeo.
Nel classifica mondiale della FIFA, introdotta nel 1993, il migliore posizionamento dell'Armenia è il 30º posto, raggiunto nel febbraio 2014, mentre il peggiore posizionamento è il 159º posto, occupato nel luglio 1994. Occupa il 99º posto della graduatoria.

## Storia

### Esordi
La nazionale armena nacque ufficialmente nel 1992, dopo il crollo dell'Unione Sovietica. Giocò la sua prima partita il 12 ottobre 1992 a Erevan contro la Moldavia (0-0), altra rappresentativa di una neonata repubblica del blocco sovietico. Nel 1992 la federazione calcistica dell'Armenia diventò membro di FIFA e UEFA.
I primi anni di esistenza della locale federazione calcistica furono difficili. Dall'indipendenza, proclamata nel 1991, il paese fu infatti attanagliato da una serie di problemi economici e i rapporti diplomatici tesi con i vicini azeri e i turchi contribuirono a rendere il quadro complicato. Nei primi anni '90 il blocco imposto dagli stati confinanti in risposta alla guerra del Nagorno Karabakh privò il paese di energia elettrica e di risorse naturali quali petrolio e gas; in queste condizioni gli allenamenti della nazionale di calcio furono tutt'altro che una priorità. Un leggero miglioramento nei risultati si manifestò verso la fine del decennio. L'Armenia, che nel 1996 aveva battuto per 2-1 in amichevole il Paraguay, fece registrare dei lievi progressi nelle eliminatorie del campionato del mondo 1998, con l'arrivo del commissario tecnico Khoren Hovhannisyan, che coincise con l'ingresso in squadra di Éric Assadourian e Michel Der Zakarian, che militavano nel campionato francese. In quelle eliminatorie la compagine armena ottenne una vittoria, contro l'Albania, e cinque pareggi in dieci gare, chiudendo al quarto posto nel girone.

### Il nuovo millennio
La squadra conobbe poi una fase di declino. In vista delle eliminatorie del campionato d'Europa 2000 molti giocatori si rifiutarono di vestire la maglia della nazionale, che terminò la campagna di qualificazione al penultimo posto in classifica, con 8 sconfitte in 10 partite. Il selezionatore Sowren Barsēġyan, in carica dal settembre 1998 all'ottobre 1999, ottenne 3 vittorie in 13 partite, tutte nel 1998.
Nei successivi quattro anni, dal 2000 al 2004, si successero alla guida della nazionale armena cinque allenatori, l'ultimo dei quali, il rumeno Mihai Stoichiță (in carica tra il 2003 e il 2004), riuscì a ottenere 4 vittorie in 10 partite.

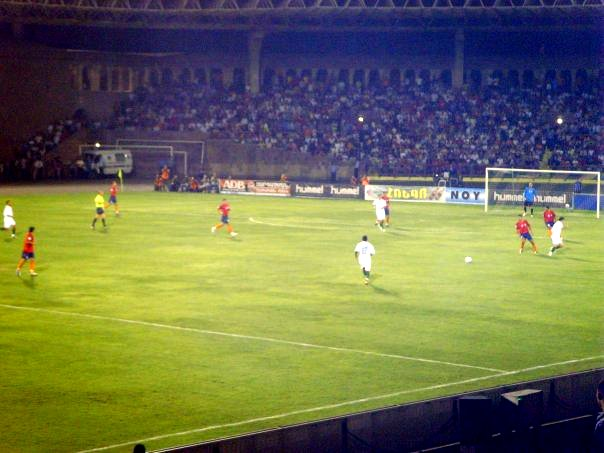
Armenia-Portogallo 1-1 dell'agosto 2007

Dall'agosto 2004 la nazionale fu guidata dall'allenatore francese Bernard Casoni, esonerato nell'aprile 2005, dopo 8 partite, per gli scarsi risultati (6 sconfitte). Stessa sorte toccò all'olandese Henk Wisman, che subì 6 sconfitte nelle 8 partite di gestione tra il 2005 e il 2006.
Nel 2006 giunse sulla panchina armena lo scozzese Ian Porterfield, che rivitalizzò in parte la squadra, ottenendo una vittoria per 2-1 contro il Kazakistan il 2 giugno 2007, una vittoria 1-0 contro la Polonia quattro giorni più tardi e un pareggio per 1-1 contro il Portogallo nell'agosto 2007. Porterfield morì l'11 settembre 2007 e il suo posto fu preso dal suo vice, Tom Jones, in via temporanea, insieme a Vardan Minasyan. I risultati della compagine armena sotto la sua gestione furono deludenti: alla vittoria contro Malta, seguirono il pareggio contro la Serbia e una serie di sconfitte, quella per 3-0 contro il Belgio del 17 ottobre 2007 e quelle per 1-0 contro il Portogallo e il Kazakistan del novembre seguente.
Il sorteggio delle qualificazioni al campionato d'Europa 2008, tenutosi nel 2007, mise nello stesso girone Armenia e Azerbaigian, paesi tra cui le relazioni erano turbolente a causa della guerra del Nagorno-Karabakh. Le due nazionali non si accordarono sulle modalità di svolgimento delle partite tra di loro, quindi per decisione della UEFA giocarono solo 12 partite delle 14 previste nel girone. L'Armenia chiuse al penultimo posto, davanti agli azeri.
Nel 2008 fu il danese Jan Børge Poulsen a subentrare sulla panchina dell'Armenia. Malgrado un inizio incoraggiante, dall'avvio delle qualificazioni al campionato del mondo 2010 la squadra non ottenne più una vittoria. Il sorteggio del girone di qualificazione mise nel medesimo raggruppamento Armenia e Turchia. I rapporti tra i due paesi, molto freddi dal 1994, si distesero, tanto che il 6 settembre 2008, su invito del presidente armeno Serž Sargsyan, il suo omologo turco, Abdullah Gül, assistette alla partita tra le due squadre allo stadio di Erevan.

### L'era Minasyan (2009-2013)
Il 1º aprile 2009, dopo il pareggio casalingo contro l'Estonia nel girone di qualificazione a Sudafrica 2010, Jan Poulsen fu esonerato, con la squadra all'ultimo posto del girone 5 con un bilancio di quattro sconfitte e un pareggio. Due settimane più tardi fu nominato CT Vardan Minasyan, con il compito di allenare la squadra per il resto della campagna di qualificazione. Il nuovo tecnico esordì con una sconfitta (1-0) sul campo degli estoni.
Il 9 settembre 2009 la nazionale conseguì una vittoria di un certo rilievo nelle qualificazioni al campionato mondiale del 2010, battendo per 2-1 in casa il Belgio.
Circa un anno dopo, l'8 ottobre 2010, batté per 3-2 la Slovacchia in un match valido per le qualificazioni al campionato d'Europa 2012. Conseguì poi la seconda vittoria di fila battendo Andorra e raggiunse la sessantesima posizione della classifica mondiale della FIFA, sino ad allora il miglior piazzamento nella storia della nazionale nella graduatoria, migliorato il mese seguente salendo al 59º posto.

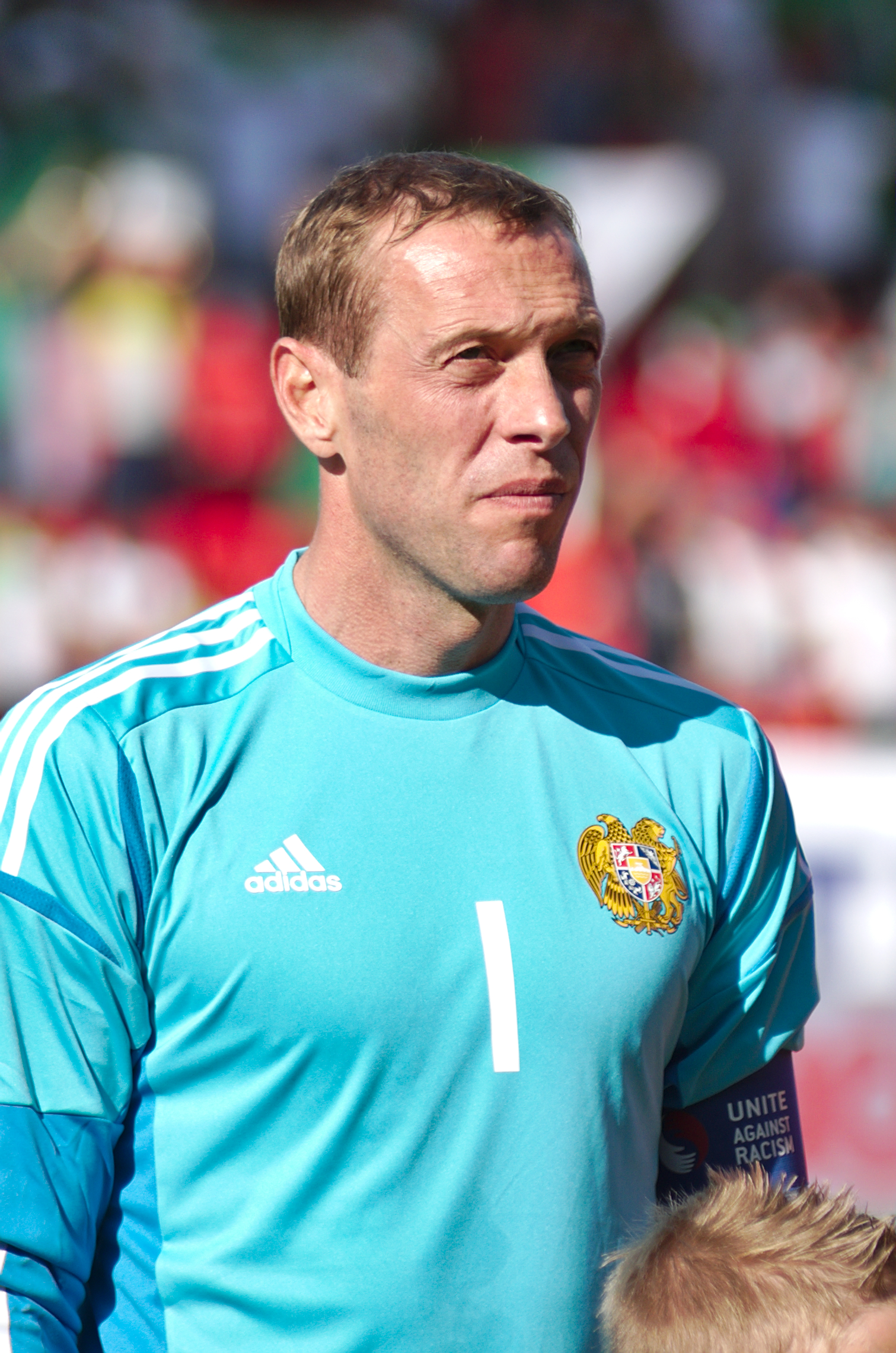
Il portiere armeno Ṙoman Berezovski nell'amichevole contro l' del 31 maggio 2014

Il 26 marzo 2011 l'Armenia ottenne un pari casalingo senza reti contro la Russia che la proiettò al quarto posto nel girone, a due punti dalle tre capoliste. Il 6 settembre 2011, quattro giorni dopo aver sconfitto Andorra in trasferta, si impose con un clamoroso 0-4 a Žilina in casa degli slovacchi. Grazie alle due vittorie consecutive l'Armenia si issò al terzo posto del girone, a due punti dalla Russia capolista. Un mese più tardi la squadra caucasica si apprestò ad affrontare due match che avrebbero potuto sancire la sua qualificazione agli spareggi per l'europeo di Polonia e Ucraina. Il 7 ottobre sconfisse per 4-1 la Macedonia del Nord, il 12 ottobre si presentò sul campo dell'Irlanda, diretta rivale per l'accesso ai play-off, con la necessità di vincere per sperare nella qualificazione agli spareggi. La partita terminò con il risultato di 2-1 in favore degli irlandesi, con gli armeni penalizzati anche da una discutibile espulsione comminata al portiere Ṙoman Berezovski. Nonostante la delusione finale, si trattò di una delle migliori campagne di qualificazione nella storia della nazionale armena. In tale girone la squadra allenata da Minasyan si rivelò la vera sorpresa, arrivando a contendere l'accesso ai play-off all'Irlanda, realizzando 22 gol e aggiudicandosi il terzo posto finale nel raggruppamento, miglior risultato dell'Armenia in una fase di qualificazione a un torneo internazionale.
L'Armenia fu poi impegnata, nel febbraio 2012, in un torneo amichevole contro Serbia e Canada. Perse il primo match contro la Serbia (2-0), poi vinse contro il Canada (3-1). Nel settembre seguente iniziarono le eliminatorie UEFA del campionato del mondo 2014. Nel girone l'Armenia trovò Italia, Danimarca, Rep. Ceca, Bulgaria e Malta, compagine contro cui cominciò le qualificazioni vincendo in trasferta. Il 5 febbraio 2013 ottenne un pari contro il Lussemburgo (1-1) a Valence, città francese dove risiede una folta comunità armena. L'11 giugno 2013 la nazionale armena ottenne una storica vittoria esterna imponendosi per 4-0 contro la Danimarca al Parken Stadium di Copenaghen. La gara era valida per le qualificazioni al mondiale di Brasile 2014, nelle quali la squadra caucasica confermò in parte i progressi mostrati negli anni precedenti, chiudendo al quarto posto (pari punti con la Bulgaria) nel raggruppamento grazie anche alle vittorie ottenute contro le ben più quotate Repubblica Ceca e Bulgaria, mentre nell'ultima partita del girone, contro l'Italia al San Paolo di Napoli, ottenne un prestigioso pari (2-2) dopo essere stata per due volte in vantaggio.
Terminate le qualificazioni, Vardan Minasyan rifiutò il prolungamento del contratto offertogli dalla federazione e lasciò la nazionale armena.

### Continui cambi tecnici
Il 28 febbraio 2014 arrivò sulla panchina della nazionale lo svizzero Bernard Challandes, la cui gestione terminò il 30 marzo 2015 dopo la sconfitta esterna per 2-1 contro l'Albania nelle eliminatorie del campionato d'Europa 2016. Lo rimpiazzò il primatista di presenze in nazionale, l'ex calciatore Sargis Hovsepyan, nominato CT il 28 aprile 2015. Le qualificazioni all'europeo si conclusero con solo 2 punti conquistati e l'ultimo posto del girone. Il 10 dicembre 2015 sulla panchina armena subentrò quindi Varuzhan Sukiasyan, che guidò l'Armenia in sette partite, ma si dimise a causa del negativo inizio nelle eliminatorie del campionato del mondo 2018 (tre sconfitte consecutive nel gruppo E). Il 26 ottobre 2016 fu nominato CT Art'owr Petrosyan, rimasto in carica fino al 6 aprile 2018, quando si dimise dopo aver concluso le qualificazioni a Russia 2018 al quinto e penultimo posto nel girone.
La successiva gestione del rientrante Vardan Minasyan, nominato CT il 10 aprile 2018, durò pochi mesi. A settembre l'Armenia esordì nel girone di Lega D della UEFA Nations League 2018-2019 battendo in casa il Liechtenstein (2-1), prima di perdere in casa della Macedonia del Nord (2-0). Minasyan rassegnò le proprie dimissioni il 21 settembre. Il 7 ottobre 2018 arrivò sulla panchina armena il CT Armen Gyowlbowdaġyanc', che esordì con una clamorosa sconfitta in casa contro Gibilterra (0-1) nella terza giornata di Nations League. Gli armeni chiusero poi il girone al secondo posto dietro la Macedonia del Nord.
Nel novembre 2019 fu nominato CT Abraham Khashmanyan, con cui l'Armenia concluse le qualificazioni al campionato d'Europa 2020 al quinto e penultimo posto nel proprio girone, davanti al solo Liechtenstein. Ottiene delle prestigiose vittorie sconfiggendo per 4-2 la Bosnia ed Erzegovina e battendo per 3-2 la Grecia, nell'ultimo incontro delle eliminatorie, a Palermo contro l'Italia, la squadra fu sconfitta per 9-1.
Nel marzo 2020 la nazionale armena fu affidata al CT spagnolo Joaquín Caparrós. Nella Lega C della UEFA Nations League 2020-2021, l'Armenia fu sorteggiata nel girone con Macedonia del Nord, Georgia ed Estonia. Dopo aver ottenuto una vittoria e due pareggi e subito una sconfitta in quattro partite, la squadra parve destinata a cedere alle avversarie la vetta della classifica, avendo anche perso la possibilità di giocare in casa (seppure a porte chiuse a causa della pandemia di COVID-19) le successive sfide per decisione dell'UEFA, per via della preoccupante situazione di insicurezza nel Nagorno Karabakh. Negli ultimi due incontri, pur priva della sua stella Henrix Mxit'aryan, l'Armenia riuscì, tuttavia, a battere per 2-1 i georgiani a Tbilisi e per 1-0, a Nicosia, la Macedonia del Nord, che qualche giorno prima aveva conseguito la qualificazione al campionato d'Europa 2020 a scapito proprio della Georgia. Il risultato consentì agli armeni di vincere il girone ed essere promossi nella Lega B di Nations League, oltre che di concorrere per un posto al campionato del mondo 2022 tramite i play-off.
Il buon momento dell'Armenia proseguì nel marzo 2021, quando, all'esordio nel girone di qualificazione al campionato del mondo 2022, la squadra di Caparrós ottenne 3 vittorie consecutive, contro Liechtenstein (1-0), Islanda (2-0) e Romania (3-2), portandosi in testa al proprio girone. A settembre, nelle successive tre partite, arrivarono, tuttavia, solo due punti e la tendenza negativa proseguì tra ottobre e novembre, sicché l'Armenia chiuse il girone al quarto posto.
Il 29 marzo 2022 a Oslo l'Armenia subì la sua più larga sconfitta di sempre, perdendo per 9-0 in amichevole contro la Norvegia. Nella UEFA Nations League 2022-2023 ottenne una sola vittoria e subì 5 sconfitte nel proprio girone di Lega B, retrocedendo in Lega C. L'insuccesso indusse la federazione e il CT Caparrós a interrompere la propria collaborazione.
Le qualificazioni al campionato europeo 2024 furono fallimentari per l'Armenia, piazzatasi penultima nel proprio girone, con 2 vittorie, 2 pareggi e 4 sconfitte. Nella UEFA Nations League 2024-2025 la squadra si piazzò seconda nel proprio girone di Lega C, con 2 vittorie, un pareggio e 3 sconfitte.

## Colori e simboli
Dalla fondazione la nazionale armena gioca in tenuta rossa, calzoncini blu e calzettoni arancio. Questa combinazione rispecchia proprio la bandiera dell'Armenia, un tricolore orizzontale con lo stesso cromatismo, nello stesso ordine.
In trasferta usa una divisa bianca o azzurra a seconda degli anni.
L'Armenia fa parte del programma UEFA Kit Assistance, il cui fornitore è Erreà.

## Commissari tecnici

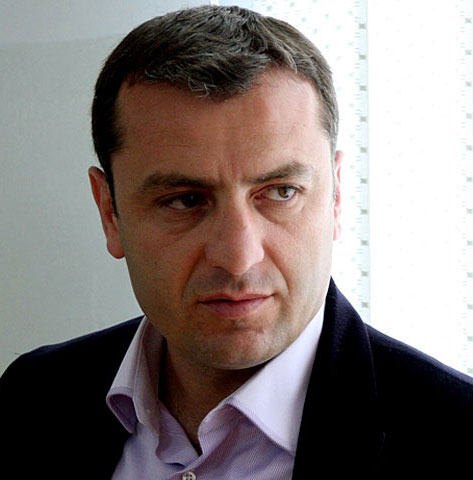
Vardan Minasyan, CT dell'Armenia dal 2009 al 2014 e per un breve periodo nel 2018.

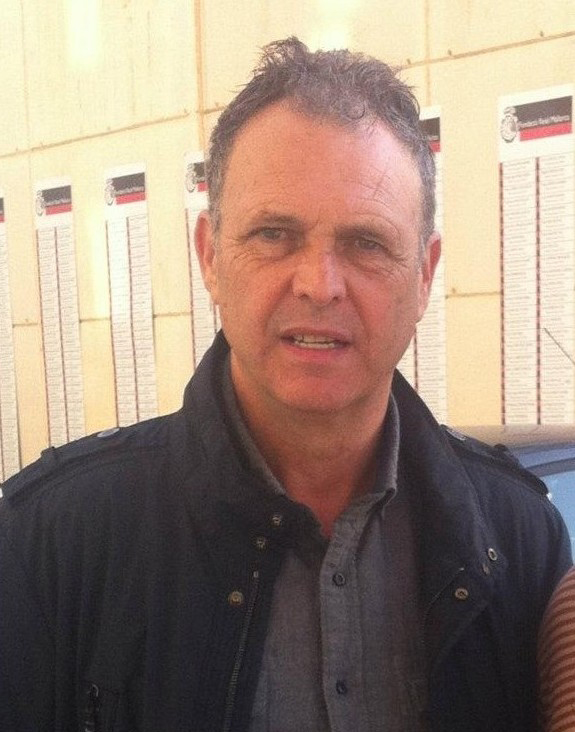
Joaquín Caparrós, CT dell'Armenia dal 2020 al 2022.

Dati aggiornati al 31 maggio 2025.
| Allenatore                                          | Periodo        | G  | V  | N | P  | RF | RS | % V   |
| --------------------------------------------------- | -------------- | -- | -- | - | -- | -- | -- | ----- |
| Ēdoward Margarov                                    | 1992-1994      | 6  | 1  | 2 | 3  | 1  | 5  | 16.67 |
| Samvel Darbinyan                                    | 1995-1996      | 9  | 1  | 1 | 7  | 5  | 21 | 11.11 |
| Xoren Hovhannisyan                                  | 1996-1997      | 16 | 2  | 5 | 9  | 10 | 41 | 12.5  |
| Sowren Barsēġyan                                    | 1998-1999      | 14 | 4  | 2 | 8  | 11 | 19 | 28.57 |
| Varowžan Sowk'iasyan                                | 2000-2001      | 17 | 3  | 7 | 7  | 17 | 27 | 17.65 |
| Andranik Adamyan (ad interim)                       | 2002           | 1  | 1  | 0 | 0  | 2  | 0  | 100   |
| Óscar López                                         | 2002           | 2  | 0  | 1 | 1  | 2  | 4  | 0     |
| Andranik Adamyan (ad interim)                       | 2003           | 1  | 0  | 0 | 1  | 0  | 2  | 0     |
| Mihai Stoichiță                                     | 2003-2004      | 10 | 4  | 1 | 5  | 11 | 17 | 40    |
| Bernard Casoni                                      | 2004-2005      | 8  | 1  | 1 | 6  | 5  | 18 | 12.5  |
| Henk Wisman                                         | 2005-2006      | 8  | 1  | 1 | 6  | 5  | 14 | 12.5  |
| Ian Porterfield                                     | 2006-2007      | 10 | 2  | 4 | 4  | 5  | 9  | 20    |
| Vardan Minasyan (ad interim) Tom Jones (ad interim) | 2007           | 6  | 1  | 1 | 4  | 2  | 8  | 16.67 |
| Jan Poulsen                                         | 2008-2009      | 12 | 3  | 4 | 5  | 9  | 19 | 25    |
| Vardan Minasyan                                     | 2009-2014      | 39 | 14 | 4 | 21 | 56 | 58 | 35.9  |
| Bernard Challandes                                  | 2014-2015      | 9  | 1  | 1 | 7  | 9  | 23 | 11.11 |
| Sargis Hovsepyan (ad interim)                       | 2015           | 4  | 0  | 1 | 3  | 2  | 9  | 0     |
| Varowžan Sowk'iasyan                                | 2015-2016      | 7  | 2  | 1 | 4  | 12 | 12 | 28.57 |
| Art'owr Petrosyan                                   | 2016-2018      | 10 | 5  | 1 | 4  | 21 | 21 | 50    |
| Vardan Minasyan                                     | 2018           | 4  | 1  | 2 | 1  | 3  | 4  | 25    |
| Armen Gyowlbowdaġyanc'                              | 2018-2019      | 12 | 5  | 2 | 5  | 25 | 20 | 41.67 |
| Abraham Khashmanyan                                 | 2019-2020      | 2  | 0  | 0 | 2  | 1  | 10 | 0     |
| Joaquín Caparrós                                    | 2020-2022      | 21 | 8  | 6 | 7  | 22 | 40 | 38.1  |
| Ṙoman Berezovski                                    | 2022           | 2  | 0  | 1 | 1  | 2  | 4  | 0     |
| Oleksandr Petrakov                                  | 2023-2024      | 18 | 4  | 4 | 10 | 22 | 29 | 22.22 |
| Suren Chakhalyan                                    | 2024-2025      | 2  | 1  | 0 | 1  | 2  | 2  | 22.22 |
| John van 't Schip                                   | 2025-in carica | 2  | 0  | 0 | 2  | 9  | 1  | 0     |

## Rosa attuale
Lista dei giocatori convocati per le gare di play-off di UEFA Nations League 2024-2025 del 20 e 23 marzo 2025.
Presenze e reti aggiornate al momento delle convocazioni.
|  | P | Ognjen Čančarević       | 25 settembre 1989 | 17 | -26 | Noah              |  |  |
|  | P | Arsen Beglaryan         | 18 febbraio 1993  | 16 | -24 | Ararat-Armenia    |  |  |
|  | P | Henri Avagyan           | 16 gennaio 1996   | 1  | 0   | P'yownik          |  |  |
|  |   |                         |                   |    |     |                   |  |  |
|  | D | Varazdat Haroyan        | 24 agosto 1992    | 89 | 4   | P'yownik          |  |  |
|  | D | Kamo Hovhannisyan       | 5 ottobre 1992    | 87 | 3   | Ararat-Armenia    |  |  |
|  | D | Hovhannes Hambardzumyan | 4 ottobre 1990    | 56 | 4   | Noah              |  |  |
|  | D | Georgij Arutjunjan      | 9 agosto 2004     | 20 | 0   | Puskás Akadémia   |  |  |
|  | D | Nair Tiknizyan          | 12 maggio 1999    | 18 | 1   | Lokomotiv Mosca   |  |  |
|  | D | Styopa Mkrtchyan        | 17 febbraio 2003  | 18 | 0   | Osijek            |  |  |
|  | D | Sergey Muradyan         | 27 agosto 1994    | 6  | 0   | Noah              |  |  |
|  | D | Edgar Grigoryan         | 25 agosto 1998    | 4  | 0   | Ararat-Armenia    |  |  |
|  |   |                         |                   |    |     |                   |  |  |
|  | C | Tigran Barseghyan       | 22 settembre 1993 | 58 | 9   | Slovan Bratislava |  |  |
|  | C | Vahan Bičaxčyan         | 9 luglio 1999     | 40 | 5   | Pogoń Stettino    |  |  |
|  | C | Artak Dashyan           | 20 novembre 1989  | 26 | 2   | Noah              |  |  |
|  | C | Solomon Udo             | 15 luglio 1995    | 20 | 0   | P'yownik          |  |  |
|  | C | Art'owr Serobyan        | 2 luglio 2003     | 18 | 0   | Sheriff Tiraspol  |  |  |
|  | C | Ugochukwu Iwu           | 28 ottobre 1999   | 15 | 0   | Rubin             |  |  |
|  | C | Narek Grigoryan         | 17 giugno 2001    | 6  | 0   | Farul Costanza    |  |  |
|  | C | Goṙ Manvelyan           | 9 aprile 2002     | 5  | 1   | Noah              |  |  |
|  |   |                         |                   |    |     |                   |  |  |
|  | A | Grant-Leon Ranos        | 20 luglio 2003    | 17 | 4   | Kaiserslautern    |  |  |
|  | A | Edgar Sevikyan          | 8 agosto 2001     | 13 | 1   | Lokomotiv Mosca   |  |  |
|  | A | Artur Miranyan          | 27 dicembre 1995  | 12 | 1   | U Cluj            |  |  |
|  | A | Nicholas Kaloukian      | 18 dicembre 2003  | 0  | 0   | Urartu            |  |  |

## Record individuali
Dati aggiornati al 9 giugno 2025.
- I calciatori in grassetto sono ancora attivi in nazionale.

| Pos. | Giocatore          | Presenze | Reti | Periodo   |
| ---- | ------------------ | -------- | ---- | --------- |
| 1    | Sargis Hovespyan   | 132      | 2    | 1992-2012 |
| 2    | Henrik Mkhitaryan  | 95       | 32   | 2007-2021 |
| 3    | Roman Berezovski   | 94       | 0    | 1996-2015 |
| 4    | Varazdat Haroyan   | 92       | 4    | 2011-     |
| 5    | Kamo Hovhannisyan  | 89       | 3    | 2012-     |
| 6    | Robert Arzumanyan  | 74       | 5    | 2005-2015 |
| 6    | Gevorg Ghazaryan   | 74       | 14   | 2007-2022 |
| 8    | Artur Petrosyan    | 69       | 11   | 1992-2004 |
| 9    | Marcos Pizzelli    | 66       | 11   | 2008-2019 |
| 10   | Harutyun Vardanyan | 62       | 1    | 1994-2004 |

| Pos. | Giocatore         | Reti | Presenze | Periodo   |
| ---- | ----------------- | ---- | -------- | --------- |
| 1    | Henrik Mkhitaryan | 32   | 95       | 2007-2021 |
| 2    | Yura Movsisyan    | 14   | 38       | 2010-2018 |
| 2    | Gevorg Ghazaryan  | 14   | 74       | 2007-2022 |
| 4    | Marcos Pizzelli   | 11   | 66       | 2004-2019 |
| 4    | Artur Petrosyan   | 11   | 69       | 1992-2004 |
| 6    | Edgar Manucharyan | 9    | 53       | 2004-2017 |
| 6    | Tigran Barseghyan | 9    | 60       | 2016-     |
| 6    | Ėduard Spercjan   | 9    | 34       | 2021-     |
| 9    | Ara Hakobyan      | 7    | 42       | 1998-2008 |

## Partecipazioni ai tornei internazionali
Fino al 1991 l'Armenia non aveva una propria nazionale in quanto lo stato armeno era inglobato nell'Unione Sovietica. Esisteva, quindi, un'unica nazionale che rappresentava tutta l'Unione Sovietica. Dopo la dissoluzione dell'Unione Sovietica venne creata la Nazionale di calcio della Comunità degli Stati Indipendenti che rappresentava l'omonima confederazione di cui l'Armenia fa parte tuttora. Tale nazionale, però, partecipò solo al Campionato europeo di calcio 1992, dopodiché ogni nazione che aderiva alla CSI creò la propria nazionale.

Legenda: Grassetto: Risultato migliore, Corsivo: Mancate partecipazioni

## Statistiche dettagliate sui tornei internazionali

### Campionato mondiale
| Anno | Luogo                    | Piazzamento      | V | N | P | Gol |
| ---- | ------------------------ | ---------------- | - | - | - | --- |
| 1994 | Stati Uniti              | Non partecipante | - | - | - | -   |
| 1998 | Francia                  | Non qualificata  | - | - | - | -   |
| 2002 | Corea del Sud / Giappone | Non qualificata  | - | - | - | -   |
| 2006 | Germania                 | Non qualificata  | - | - | - | -   |
| 2010 | Sudafrica                | Non qualificata  | - | - | - | -   |
| 2014 | Brasile                  | Non qualificata  | - | - | - | -   |
| 2018 | Russia                   | Non qualificata  | - | - | - | -   |
| 2022 | Qatar                    | Non qualificata  | - | - | - | -   |

### Campionato europeo
| Anno | Luogo                | Piazzamento     | V | N | P | Gol |
| ---- | -------------------- | --------------- | - | - | - | --- |
| 1996 | Inghilterra          | Non qualificata | - | - | - | -   |
| 2000 | Belgio / Paesi Bassi | Non qualificata | - | - | - | -   |
| 2004 | Portogallo           | Non qualificata | - | - | - | -   |
| 2008 | Austria / Svizzera   | Non qualificata | - | - | - | -   |
| 2012 | Polonia / Ucraina    | Non qualificata | - | - | - | -   |
| 2016 | Francia              | Non qualificata | - | - | - | -   |
| 2020 | Europa               | Non qualificata | - | - | - | -   |
| 2024 | Germania             | Non qualificata | - | - | - | -   |

### Confederations Cup
| Anno | Luogo                    | Piazzamento     | V | N | P | Gol |
| ---- | ------------------------ | --------------- | - | - | - | --- |
| 1995 | Arabia Saudita           | Non invitata    | - | - | - | -   |
| 1997 | Arabia Saudita           | Non qualificata | - | - | - | -   |
| 1999 | Messico                  | Non qualificata | - | - | - | -   |
| 2001 | Corea del Sud / Giappone | Non qualificata | - | - | - | -   |
| 2003 | Francia                  | Non qualificata | - | - | - | -   |
| 2005 | Germania                 | Non qualificata | - | - | - | -   |
| 2009 | Sudafrica                | Non qualificata | - | - | - | -   |
| 2013 | Brasile                  | Non qualificata | - | - | - | -   |
| 2017 | Russia                   | Non qualificata | - | - | - | -   |

### UEFA Nations League
| Anno      | Luogo      | Piazzamento  | V | N | P | Gol  |
| --------- | ---------- | ------------ | - | - | - | ---- |
| 2018-2019 | Portogallo | 2° in Lega D | 3 | 1 | 2 | 14:8 |
| 2020-2021 | Italia     | 1° in Lega C | 3 | 2 | 1 | 9:6  |

## Confronto con le altre nazionali
|  | Bilancio positivo (più vittorie)                        |
|  | Bilancio neutro (stesso numero di vittorie e sconfitte) |
|  | Bilancio negativo (più sconfitte)                       |

Aggiornata al 19 novembre 2018.
- I pareggi includono le partite decise ai tiri di rigore
- Le nazionali in corsivo sono scomparse

| Squadra              | Giocate | Vinte | Nulle | Perse | Reti fatte | Reti subite | Differenza reti |
| -------------------- | ------- | ----- | ----- | ----- | ---------- | ----------- | --------------- |
| Albania              | 5       | 1     | 1     | 3     | 5          | 8           | -3              |
| Algeria              | 1       | 0     | 0     | 1     | 1          | 3           | −2              |
| Andorra              | 8       | 7     | 1     | 0     | 20         | 2           | +18             |
| Bielorussia          | 7       | 2     | 2     | 3     | 9          | 9           | 0               |
| Bosnia ed Erzegovina | 2       | 0     | 0     | 2     | 1          | 6           | -5              |
| Bulgaria             | 2       | 1     | 0     | 1     | 2          | 2           | 0               |
| Canada               | 1       | 1     | 0     | 0     | 3          | 1           | +2              |
| Cile                 | 1       | 0     | 0     | 1     | 0          | 7           | -7              |
| Cipro                | 6       | 1     | 1     | 4     | 6          | 12          | -6              |
| Danimarca            | 8       | 1     | 1     | 6     | 7          | 13          | -6              |
| Ecuador              | 1       | 0     | 0     | 1     | 0          | 3           | -3              |
| El Salvador          | 1       | 1     | 0     | 0     | 4          | 0           | +4              |
| Emirati Arabi Uniti  | 1       | 1     | 0     | 0     | 4          | 3           | +1              |
| Estonia              | 5       | 1     | 2     | 2     | 4          | 6           | -2              |
| Finlandia            | 4       | 0     | 1     | 3     | 1          | 6           | -5              |
| Francia              | 5       | 0     | 0     | 5     | 2          | 14          | -12             |
| Galles               | 2       | 0     | 2     | 0     | 2          | 2           | 0               |
| Georgia              | 5       | 1     | 1     | 3     | 4          | 11          | -7              |
| Germania             | 3       | 0     | 0     | 3     | 2          | 15          | -13             |
| Gibilterra           | 1       | 1     | 0     | 1     | 6          | 3           | +3              |
| Giordania            | 1       | 0     | 1     | 0     | 0          | 0           | 0               |
| Grecia               | 4       | 0     | 1     | 3     | 0          | 4           | -4              |
| Guatemala            | 2       | 1     | 1     | 0     | 8          | 2           | +6              |
| Iran                 | 1       | 0     | 0     | 1     | 1          | 3           | -2              |
| Irlanda              | 2       | 0     | 0     | 2     | 1          | 3           | -2              |
| Irlanda del Nord     | 4       | 2     | 2     | 0     | 3          | 1           | +2              |
| Islanda              | 4       | 1     | 1     | 2     | 2          | 4           | -2              |
| Israele              | 1       | 0     | 0     | 1     | 0          | 2           | -2              |
| Italia               | 4       | 0     | 1     | 3     | 4          | 17          | -13             |
| Kazakistan           | 7       | 4     | 2     | 1     | 12         | 6           | +6              |
| Kuwait               | 1       | 0     | 0     | 1     | 1          | 3           | -2              |
| Lettonia             | 2       | 0     | 1     | 1     | 0          | 2           | -2              |
| Libano               | 1       | 1     | 0     | 0     | 1          | 0           | +1              |
| Liechtenstein        | 2       | 1     | 1     | 0     | 4          | 3           | +1              |
| Lituania             | 4       | 2     | 0     | 2     | 6          | 7           | -1              |
| Lussemburgo          | 1       | 0     | 1     | 0     | 1          | 1           | 0               |
| Macedonia del Nord   | 8       | 3     | 2     | 3     | 15         | 13          | +2              |
| Malta                | 6       | 4     | 1     | 1     | 5          | 2           | +3              |
| Marocco              | 1       | 0     | 0     | 1     | 0          | 6           | -6              |
| Moldavia             | 5       | 1     | 3     | 1     | 5          | 7           | -2              |
| Montenegro           | 2       | 1     | 0     | 1     | 4          | 6           | -2              |
| Norvegia             | 2       | 0     | 1     | 1     | 1          | 4           | -3              |
| Paesi Bassi          | 2       | 0     | 0     | 2     | 0          | 3           | -3              |
| Panama               | 1       | 0     | 1     | 0     | 1          | 1           | 0               |
| Paraguay             | 2       | 1     | 0     | 1     | 2          | 3           | -1              |
| Perù                 | 1       | 0     | 0     | 1     | 0          | 4           | -4              |
| Polonia              | 7       | 1     | 1     | 5     | 4          | 15          | -11             |
| Portogallo           | 6       | 0     | 2     | 4     | 4          | 9           | -5              |
| Rep. Ceca            | 5       | 1     | 0     | 4     | 3          | 14          | -11             |
| Romania              | 6       | 1     | 1     | 4     | 4          | 14          | -11             |
| Russia               | 5       | 0     | 1     | 4     | 1          | 10          | -9              |
| Saint Kitts e Nevis  | 1       | 1     | 0     | 0     | 5          | 0           | +5              |
| Serbia               | 5       | 0     | 2     | 3     | 1          | 8           | -7              |
| Slovacchia           | 2       | 2     | 0     | 0     | 7          | 1           | +6              |
| Stati Uniti          | 1       | 0     | 0     | 1     | 0          | 1           | -1              |
| Turchia              | 2       | 0     | 0     | 2     | 0          | 4           | -4              |
| Turkmenistan         | 1       | 1     | 0     | 0     | 1          | 0           | -4              |
| Ucraina              | 8       | 0     | 3     | 5     | 8          | 17          | -9              |
| Ungheria             | 1       | 0     | 0     | 1     | 0          | 2           | -2              |
| Uzbekistan           | 2       | 2     | 0     | 0     | 5          | 1           | +4              |
| Totale               | 201     | 49    | 42    | 110   | 200        | 342         | -142            |